# The Real Housewives of Atlanta
The Real Housewives of Atlanta (abreviado como RHOA) es una serie de telerrealidad estadounidense que se estrenó en Bravo el 7 de octubre de 2008. Desarrollada como la tercera entrega de la franquicia The Real Housewives, ha emitido catorce temporadas y se centra en la vida personal y profesional de varias mujeres que residen en Atlanta, Georgia y sus alrededores.
El éxito del programa ha resultado en diez spin-offs: Don't Be Tardy, The Kandi Factory, I Dream of NeNe: The Wedding, Kandi's Wedding, Kandi's Ski Trip, Xscape: Still Kickin' It, Kandi Koated Nights, Porsha's Having a Baby, Porsha Family Matters y Kandi & The Gang.

## Vista general

### Temporadas 1-4
The Real Housewives of Atlanta se anunció como la tercera entrega de la franquicia The Real Housewives, con la intención de capitalizar los éxitos de sus predecesores The Real Housewives of Orange County y New York City. A lo largo de su ejecución, el programa ha sido dirigido por cinco a siete amas de casa, a quienes se les acredita por su nombre de pila. La primera temporada se estrenó el 7 de octubre de 2008, protagonizada por Lisa Wu, DeShawn Snow, NeNe Leakes, Kim Zolciak y Shereé Whitfield.
La artista musical Kandi Burruss se unió al programa en la segunda temporada, que se estrenó el 30 de julio de 2009. Snow no volvió.
Estrenada el 4 de octubre de 2010, la tercera temporada se despidió de Lisa Wu como ama de casa, apareciendo como invitada, así como la incorporación de la modelo Cynthia Bailey y Phaedra Parks.
La cuarta temporada, que se estrenó el 6 de noviembre de 2011, no vio cambios en el elenco principal, además de presentar a Marlo Hampton como la primera "amiga de las amas de casa" oficial.

### Temporadas 5-7
Whitfield no regresó, mientras que Kenya Moore y Porsha Williams se unieron al programa en la quinta temporada que se estrenó el 4 de noviembre de 2012. Kim Zolciak abandonó el programa a la mitad del rodaje.
La sexta temporada se estrenó el 3 de noviembre de 2013 y contó con el mismo elenco de la temporada anterior, excluyendo a Zolciak, lo que convirtió a Leakes en la última ama de casa original en Atlanta en ese momento. Hampton regresó como invitada.
La séptima temporada, que se estrenó el 9 de noviembre de 2014, vio a Williams removida a amiga de las amas de casa, junto con Demetria McKinney, mientras que Claudia Jordan fue presentada como ama de casa principal.

### Temporadas 8-11
La octava temporada se estrenó el 8 de noviembre de 2015 y contó con el regreso de Williams como ama de casa de tiempo completo y la incorporación de Kim Fields como la última ama de casa. Whitfield regresó como amiga de las amas de casa junto a Shamea Morton. Leakes y Jordan no regresaron como amas de casa, en su lugar, aparecieron como invitadas junto a Hampton y McKinney.
La novena temporada se estrenó el 6 de noviembre de 2016 y Whitfield regresó a tiempo completo. Fields no regresó. Hampton hizo numerosas apariciones especiales junto con Morton, mientras que las amas de casa originales Wu y Zolciak aparecieron en el final de temporada.
Leakes regresó como miembro del elenco a tiempo completo para la décima temporada, que se estrenó el 5 de noviembre de 2017. Parks no volvió, mientras que Zolciak y Hampton volvieron como amiga de las amas de casa, junto a Eva Marcille. Morton y Wu también aparecieron a lo largo de la temporada. Whitfield y Moore dejaron el programa después de la décima temporada.
Marcille fue ascendida a tiempo completo, junto con la incorporación de Shamari DeVoe para la undécima temporada, que se estrenó el 4 de noviembre de 2018. La temporada también presentó a Tanya Sam como una nueva amiga de las amas de casa, junto con Hampton. Whitfield salió de la serie por segunda vez. Moore tampoco regresó en un papel de tiempo completo, sino como invitada junto a Morton.

### Temporadas 12-15
La duodécima temporada se estrenó el 3 de noviembre de 2019, con Moore regresando a tiempo completo y Hampton y Sam regresando en capacidades recurrentes. DeVoe no regresó. Morton apareció como invitada. Marcille y Leakes anunciaron su salida del programa en junio de 2020 y septiembre de 2020 respectivamente.
La decimotercera temporada se estrenó el 6 de diciembre de 2020 y Drew Sidora se unió como la nueva ama de casa. LaToya Ali se unió como amiga de Moore junto a Hampton y Sam. Leakes no regresó y Marcille regresó como invitada junto a Morton y las ex amas de casa, Whitfield y Jordan. Bailey y Williams abandonaron la serie en septiembre de 2021.
La decimocuarta temporada se estrenó el 1 de mayo de 2022. Burruss, Moore y Sidora regresaron, junto con Hampton siendo ascendida a miembro del elenco de tiempo completo, después de varias temporadas en funciones recurrentes e invitada. Whitfield también regresó como miembro del elenco a tiempo completo por tercera vez, junto con las incorporaciones de Sanya Richards-Ross como ama de casa y la presentación de Monyetta Shaw-Carter como "amiga de las amas de casa". Las amas de casa originales, Snow y Wu regresaron como invitadas.
La decimoquinta temporada se estrenó el 7 de mayo de 2023. Courtney Rhodes fue presentada como amiga de las amas de casa, junto a Monyetta Shaw-Carter. Varias ex amas de casa realizaron apariciones durante toda la temporada.

### Temporada 16-presente
En febrero de 2024, se confirmó que el programa regresaría para una decimosexta temporada cuando Burruss anunció que había decidido abandonar la serie. Burruss es la ama de casa más longeva, apareciendo en la serie de la segunda a la quince, y fue la primera ama de casa de toda la franquicia en llegar a las catorce temporadas.  El 13 de febrero, Porsha Williams anunció su regreso a la serie a través de un video de Instagram.  El 24 de febrero, Marlo Hampton anunció su partida. El 17 de marzo, se reveló que Richards-Ross no regresaría para la decimosexta temporada.  El 12 de abril, Moore confirmó oficialmente su regreso a la serie a través de un video de Instagram.  El 14 de mayo, se reveló el elenco de la decimosexta temporada con Williams, Moore y Sidora regresando, junto con Morton Mwangi siendo promovido a miembro del elenco a tiempo completo, después de aparecer en capacidades recurrentes e invitadas, la ex ama de casa Bailey regresando como "amiga de las amas de casa", y las recién llegadas Angela Oakley, Brittany Eady y Kelli Ferrell uniéndose al elenco. Whitfield abandonó el programa por tercera vez. En junio de 2024, se reportó que Moore fue despedida del programa tras divulgar fotos íntimas de una de sus compañeras de reparto.  El 29 de julio de 2024, se anunció que Phaedra Parks regresaría a The Real Housewives of Atlanta, después de un descanso de seis temporadas como miembro del reparto a tiempo completo para la decimosexta temporada . 

## Elenco

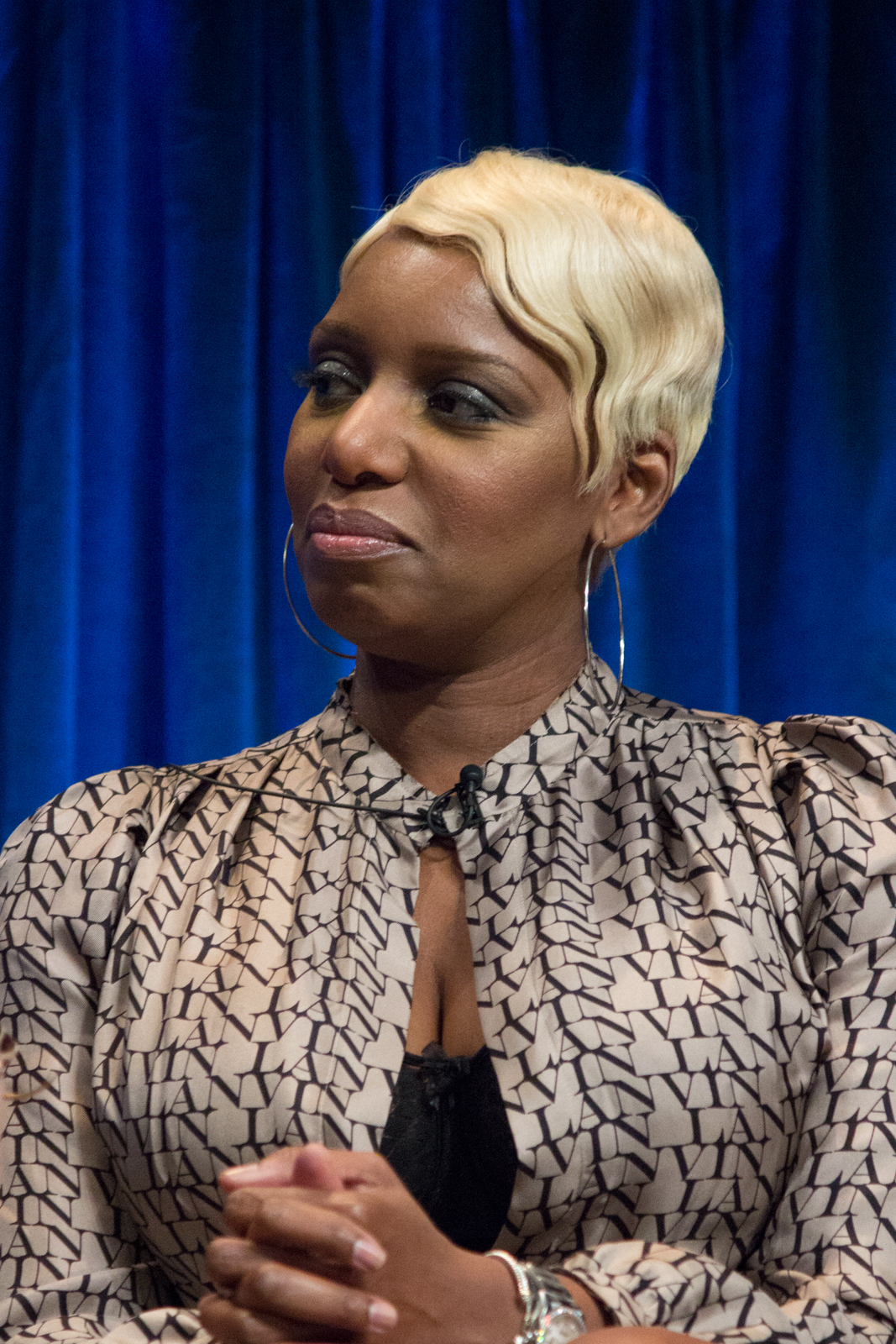
NeNe Leakes
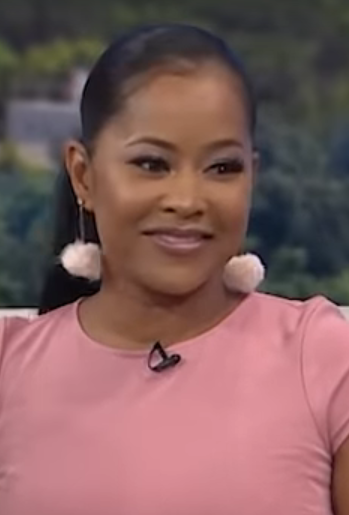
Lisa Wu
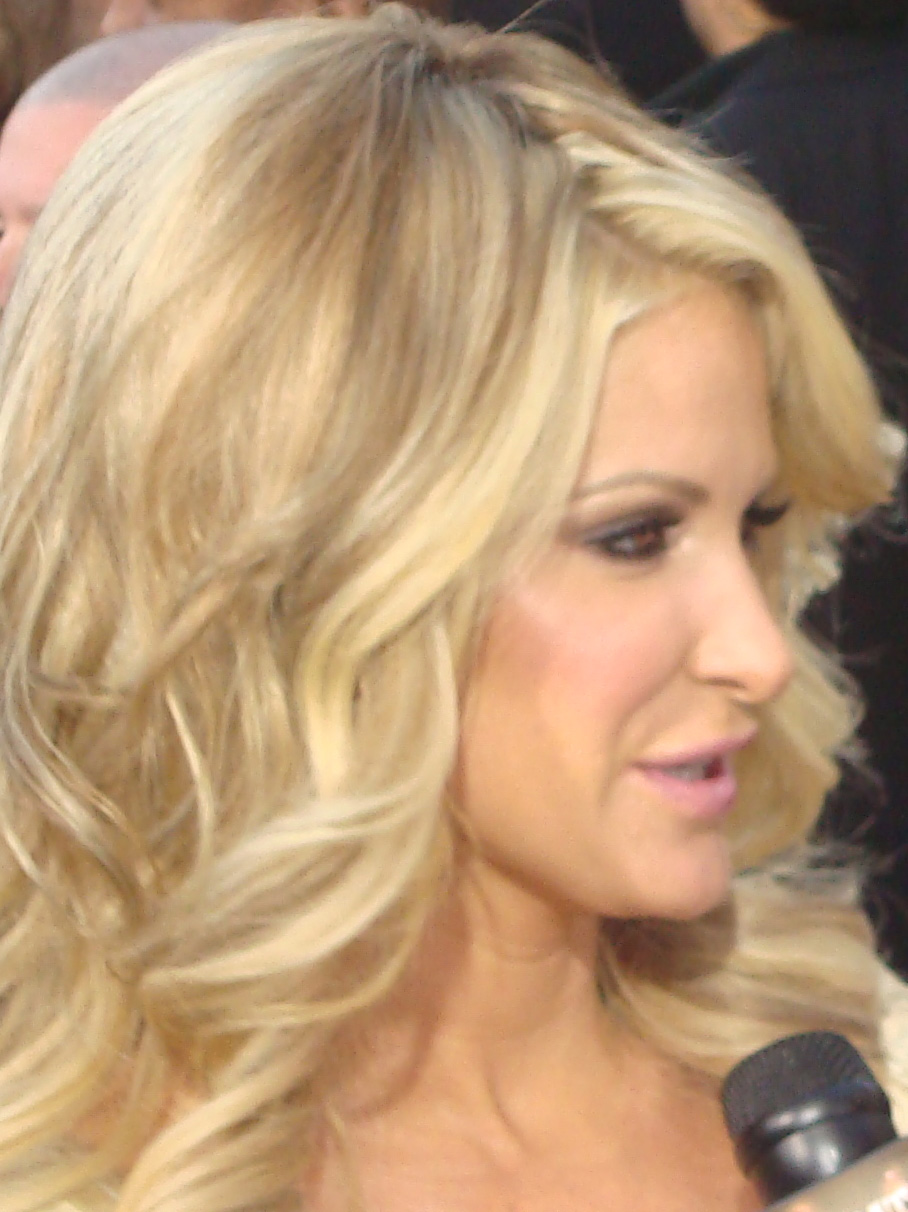
Kim Zolciak
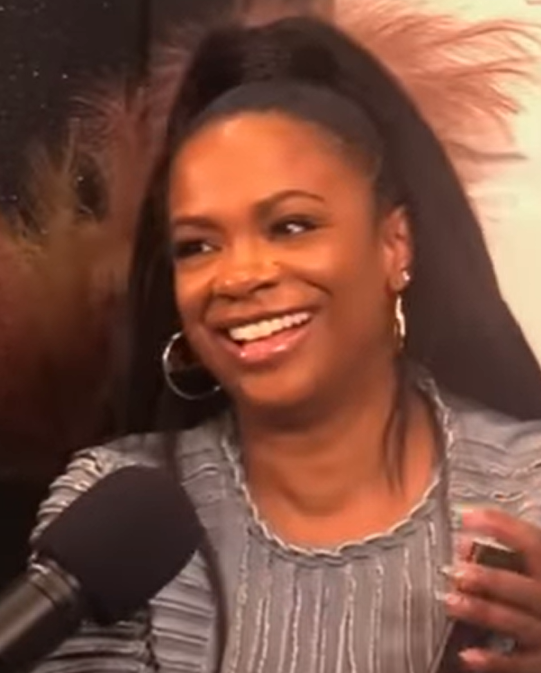
Kandi Burruss
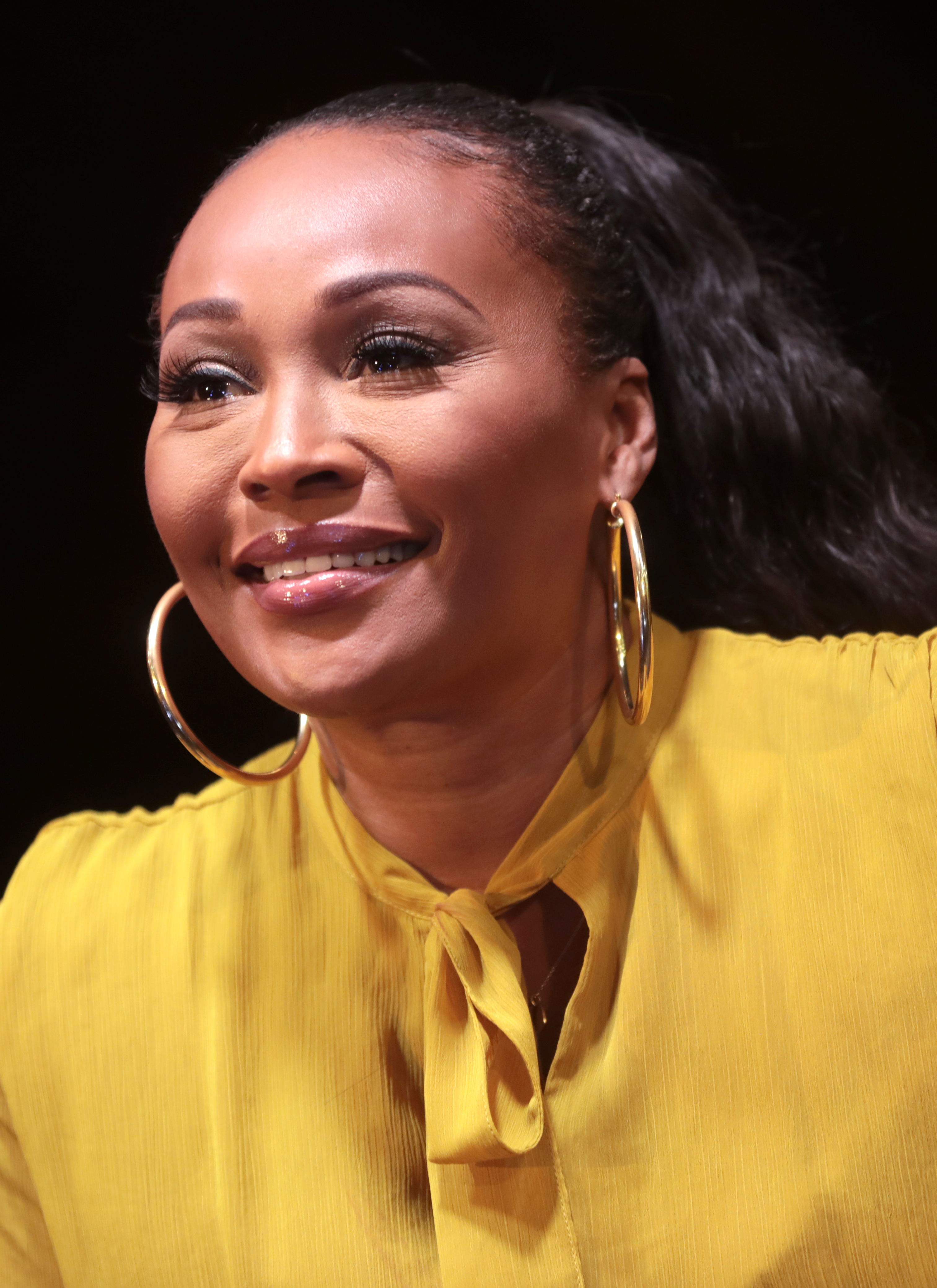
Cynthia Bailey
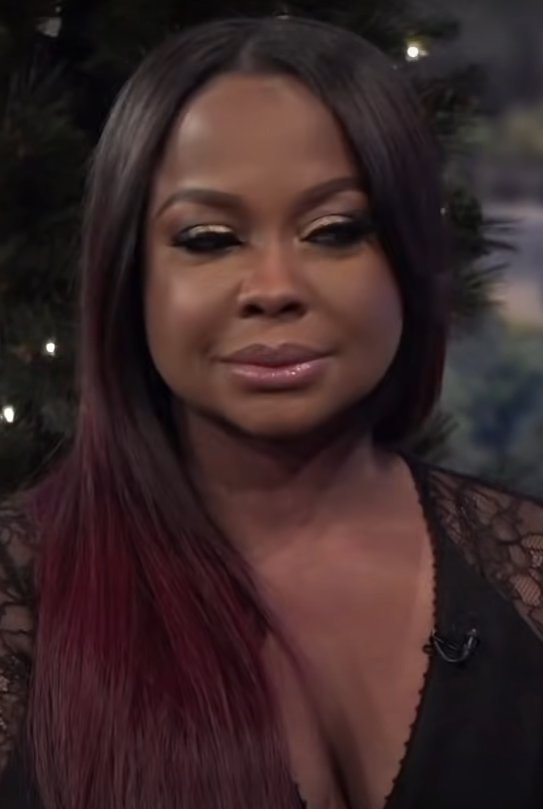
Phaedra Parks
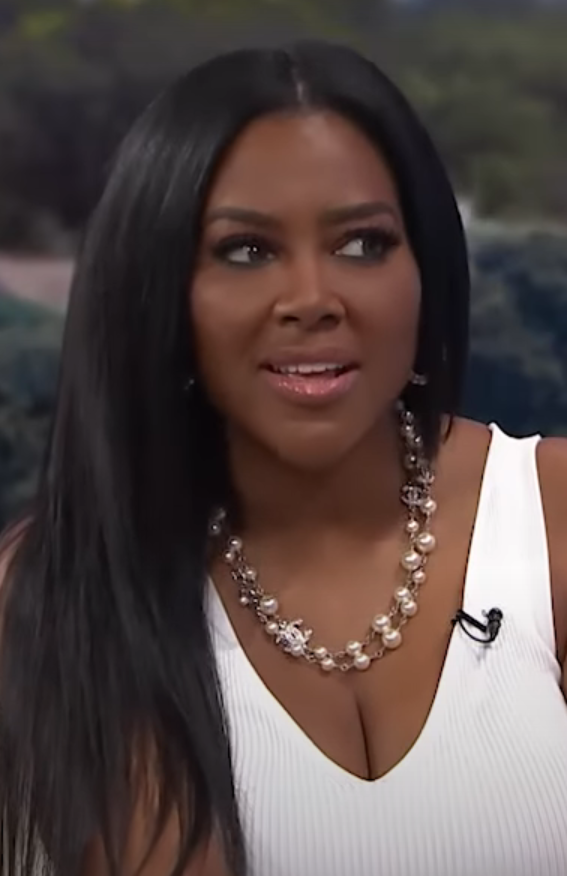
Kenya Moore
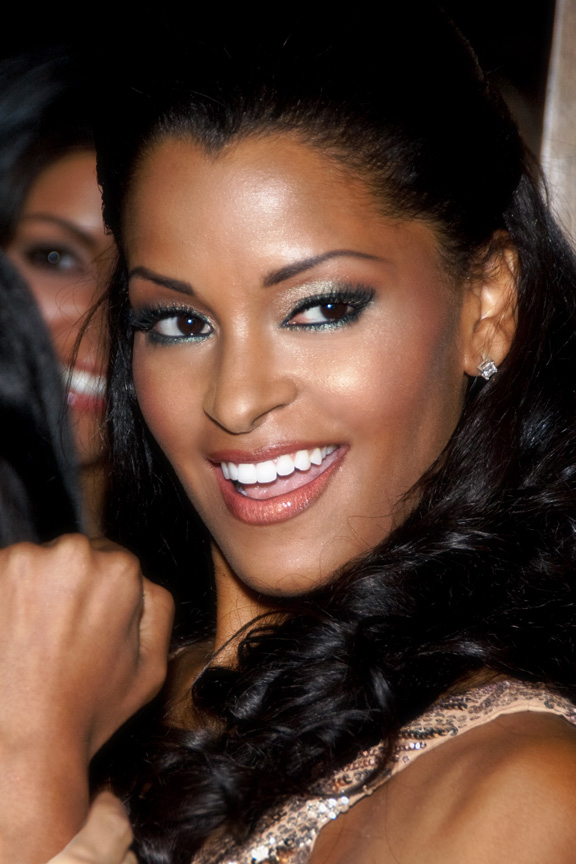
Claudia Jordan
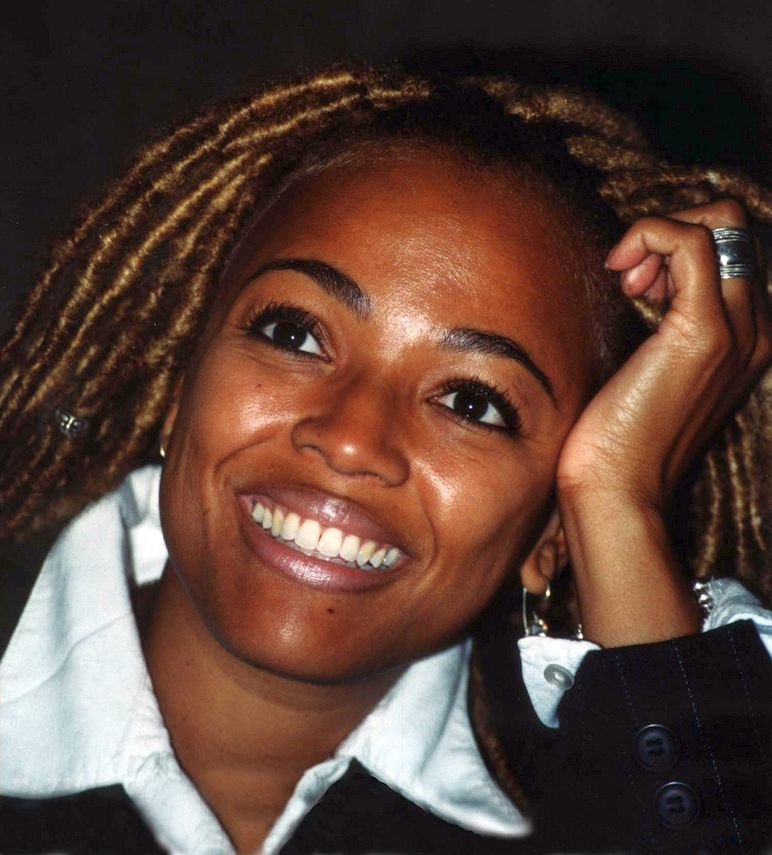
Kim Fields
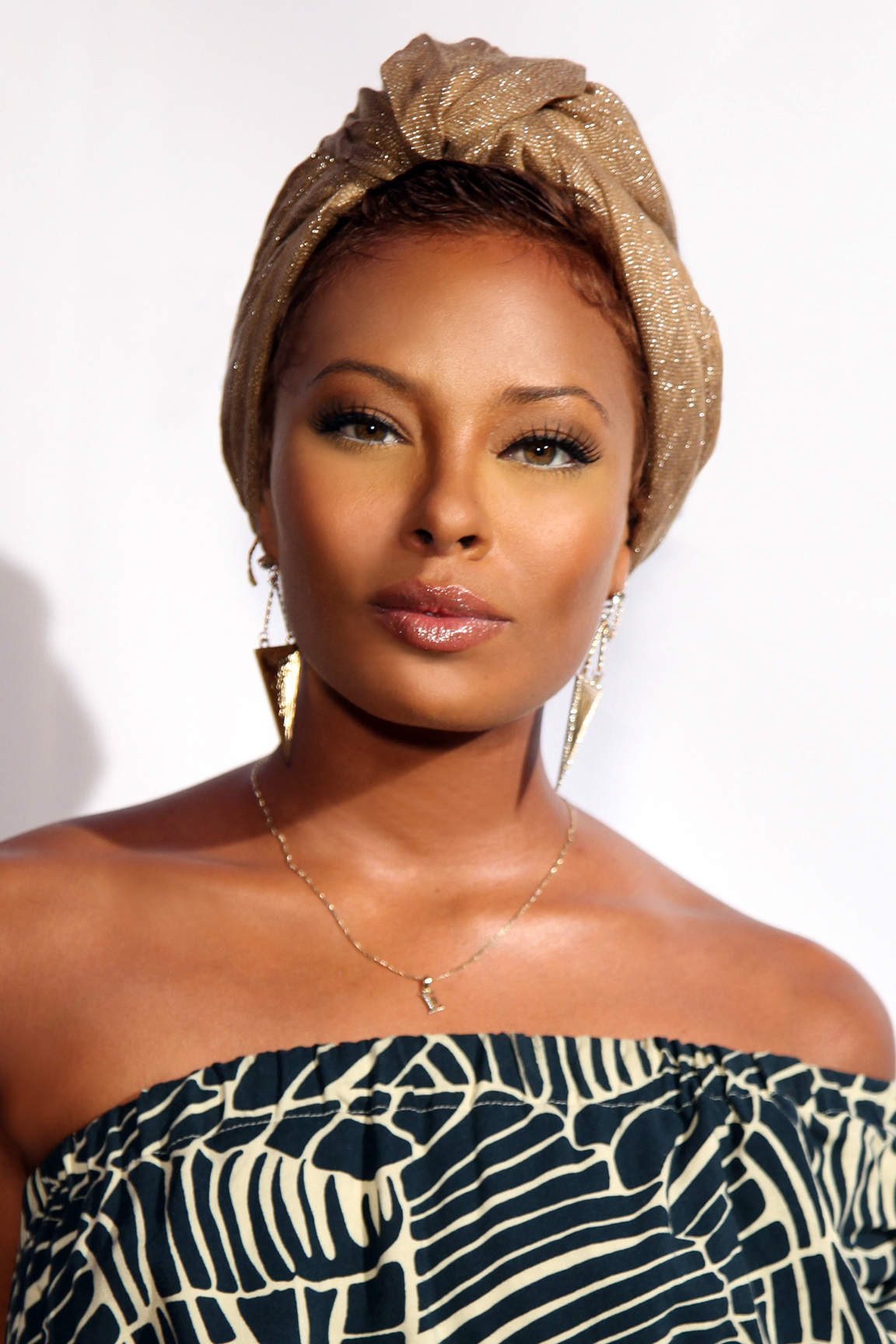
Eva Marcille
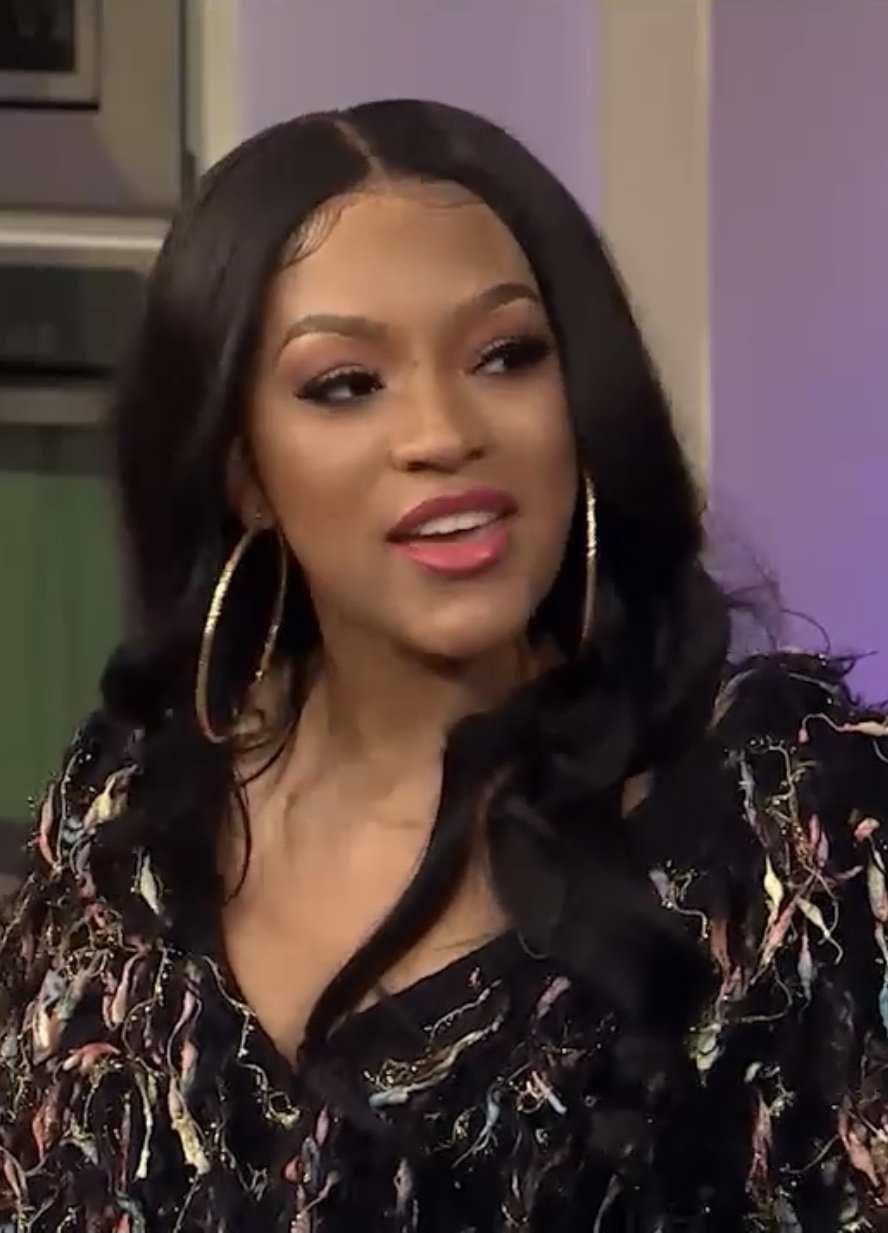
Drew Sidora
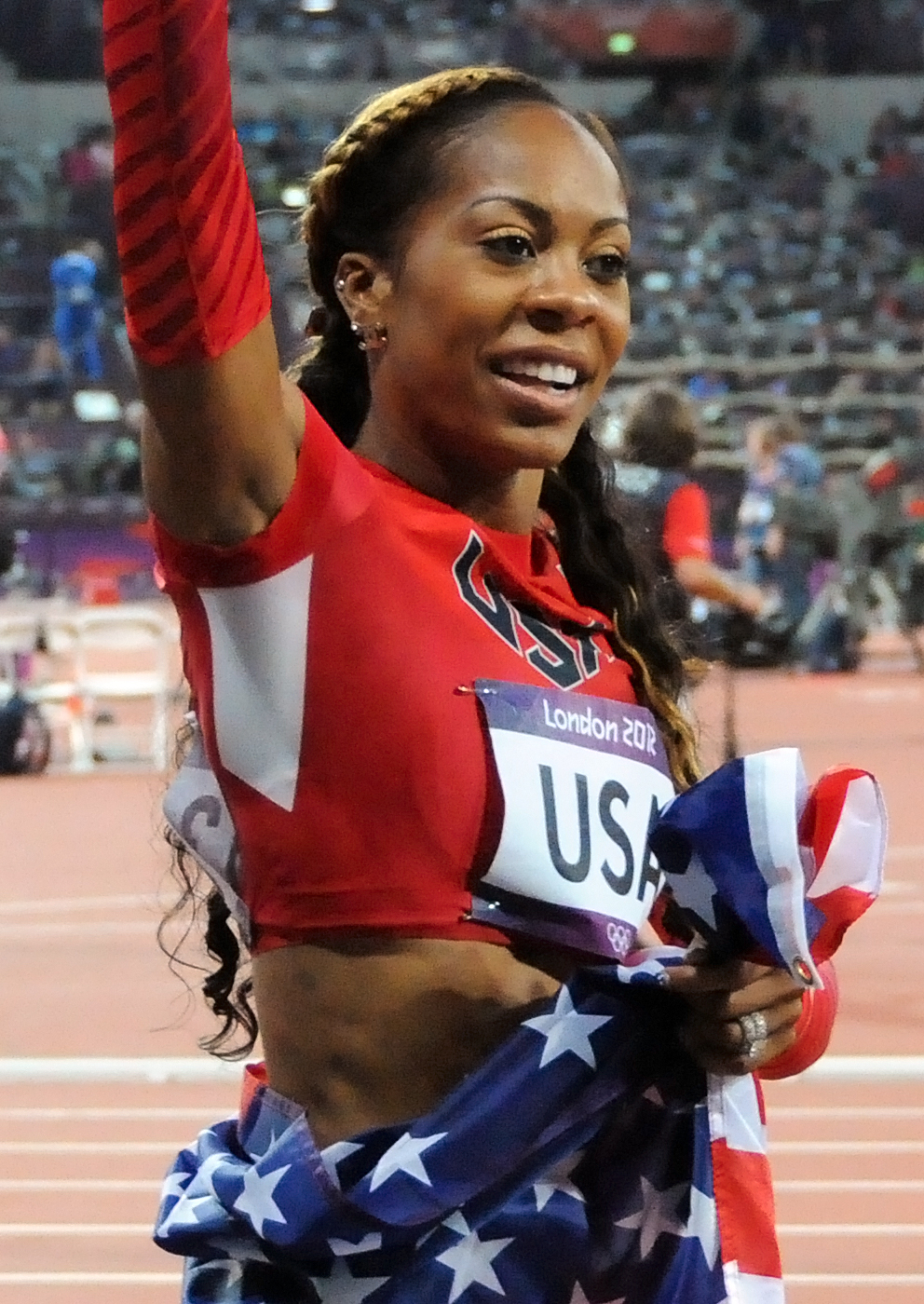
Sanya Richards-Ross

### Línea temporal
| Amas de Casa               | Temporadas | Temporadas | Temporadas | Temporadas | Temporadas | Temporadas | Temporadas | Temporadas | Temporadas | Temporadas | Temporadas | Temporadas | Temporadas | Temporadas | Temporadas | Temporadas |
| Amas de Casa               | 1          | 2          | 3          | 4          | 5          | 6          | 7          | 8          | 9          | 10         | 11         | 12         | 13         | 14         | 15         | 16         |
| Actuales                   | Actuales   | Actuales   | Actuales   | Actuales   | Actuales   | Actuales   | Actuales   | Actuales   | Actuales   | Actuales   | Actuales   | Actuales   | Actuales   | Actuales   | Actuales   | Actuales   |
| -------------------------- | ---------- | ---------- | ---------- | ---------- | ---------- | ---------- | ---------- | ---------- | ---------- | ---------- | ---------- | ---------- | ---------- | ---------- | ---------- | ---------- |
| Phaedra Parks              |            |            | Principal  | Principal  | Principal  | Principal  | Principal  | Principal  | Principal  |            |            |            |            |            |            | Principal  |
| Porsha Williams            |            |            |            |            | Principal  | Principal  | Amiga      | Principal  | Principal  | Principal  | Principal  | Principal  | Principal  |            |            | Principal  |
| Drew Sidora                |            |            |            |            |            |            |            |            |            |            |            |            | Principal  | Principal  | Principal  | Principal  |
| Shamea Morton              |            |            |            |            | Invitada   | Invitada   |            | Amiga      | Invitada   | Invitada   | Invitada   | Invitada   | Invitada   |            |            | Principal  |
| Angela Oakley              |            |            |            |            |            |            |            |            |            |            |            |            |            |            |            | Principal  |
| Brittany Eady              |            |            |            |            |            |            |            |            |            |            |            |            |            |            |            | Principal  |
| Kelli Ferrell              |            |            |            |            |            |            |            |            |            |            |            |            |            |            |            | Principal  |
| Cynthia Bailey             |            |            | Principal  | Principal  | Principal  | Principal  | Principal  | Principal  | Principal  | Principal  | Principal  | Principal  | Principal  | Invitada   | Invitada   | Amiga      |
| Antiguas                   |            |            |            |            |            |            |            |            |            |            |            |            |            |            |            |            |
| Sherée Whitfield           | Principal  | Principal  | Principal  | Principal  |            |            |            | Amiga      | Principal  | Principal  |            |            | Invitada   | Principal  | Principal  |            |
| NeNe Leakes                | Principal  | Principal  | Principal  | Principal  | Principal  | Principal  | Principal  | Invitada   |            | Principal  | Principal  | Principal  |            |            |            |            |
| Kim Zolciak                | Principal  | Principal  | Principal  | Principal  | Principal  |            |            |            | Invitada   | Amiga      |            |            |            |            | Invitada   |            |
| Lisa Wu                    | Principal  | Principal  | Invitada   |            |            |            |            |            | Invitada   | Invitada   |            |            |            | Invitada   | Invitada   |            |
| DeShawn Snow               | Principal  |            |            |            |            |            |            |            |            |            |            |            |            | Invitada   | Invitada   |            |
| Kandi Burruss              |            | Principal  | Principal  | Principal  | Principal  | Principal  | Principal  | Principal  | Principal  | Principal  | Principal  | Principal  | Principal  | Principal  | Principal  |            |
| Kenya Moore                |            |            |            |            | Principal  | Principal  | Principal  | Principal  | Principal  | Principal  | Invitada   | Principal  | Principal  | Principal  | Principal  | Invitada   |
| Claudia Jordan             |            |            |            |            |            |            | Principal  | Invitada   |            |            |            |            | Invitada   |            |            |            |
| Kim Fields                 |            |            |            |            |            |            |            | Principal  |            |            |            |            |            |            |            |            |
| Eva Marcille               |            |            |            |            |            |            |            |            |            | Amiga      | Principal  | Principal  |            |            |            |            |
| Shamari DeVoe              |            |            |            |            |            |            |            |            |            |            | Principal  |            |            |            |            |            |
| Marlo Hampton              |            |            |            | Amiga      |            | Invitada   |            | Invitada   | Invitada   | Amiga      | Amiga      | Amiga      | Amiga      | Principal  | Principal  |            |
| Sanya Richards-Ross        |            |            |            |            |            |            |            |            |            |            |            |            |            | Principal  | Principal  |            |
| Amigas de las amas de casa |            |            |            |            |            |            |            |            |            |            |            |            |            |            |            |            |
| Demetria McKinney          |            |            |            |            |            |            | Amiga      | Invitada   |            |            |            |            |            |            |            |            |
| Tanya Sam                  |            |            |            |            |            |            |            |            |            |            | Amiga      | Amiga      | Amiga      |            |            |            |
| LaToya Ali                 |            |            |            |            |            |            |            |            |            |            |            |            | Amiga      |            | Invitada   |            |
| Monyetta Shaw-Carter       |            |            |            |            |            |            |            |            |            |            |            |            |            | Amiga      | Amiga      | Invitada   |
| Courtney Rhodes            |            |            |            |            |            |            |            |            |            |            |            |            |            |            | Amiga      |            |

## Episodios
| Temporada | Temporada | Episodios | Primera emisión        | Última emisión           | Audiencia |
| --------- | --------- | --------- | ---------------------- | ------------------------ | --------- |
|           | 1         | 9         | 7 de octubre de 2008   | 25 de noviembre de 2008  | 1.52      |
|           | 2         | 16        | 30 de julio de 2009    | 12 de noviembre de 2009  | 2.71      |
|           | 3         | 18        | 4 de octubre de 2010   | 20 de febrero de 2011    | 2.86      |
|           | 4         | 23        | 6 de noviembre de 2011 | 22 de abril de 2012      | 2.85      |
|           | 5         | 24        | 4 de noviembre de 2012 | 28 de abril de 2013      | 3.10      |
|           | 6         | 27        | 3 de noviembre de 2013 | 18 de mayo de 2014       | 3.73      |
|           | 7         | 25        | 9 de noviembre de 2014 | 10 de mayo de 2015       | 3.08      |
|           | 8         | 21        | 8 de noviembre de 2015 | 10 de abril de 2016      | 2.85      |
|           | 9         | 25        | 6 de noviembre de 2016 | 14 de mayo de 2017       | 2.62      |
|           | 10        | 22        | 5 de noviembre de 2017 | 29 de abril de 2018      | 2.20      |
|           | 11        | 23        | 4 de noviembre de 2018 | 12 de mayo de 2019       | 1.96      |
|           | 12        | 26        | 3 de noviembre de 2019 | 24 de mayo de 2020       | 1.79      |
|           | 13        | 21        | 6 de diciembre de 2020 | 9 de mayo de 2021        | 1.25      |
|           | 14        | 20        | 1 de mayo de 2022      | 25 de septiembre de 2022 | 0.95      |
|           | 15        | 18        | 7 de mayo de 2023      | 10 de septiembre de 2023 | 0.87      |

## Recepción
The Real Housewives of Atlanta ha recibido críticas moderadamente favorables por parte de los críticos y ha sido reconocida como un "placer culposo" por varios medios de comunicación. Sin embargo, la serie ha sido criticada por parecer que fabrica partes de su historia. Ha anclado las ofertas de los domingos por la noche de Bravo desde la tercera temporada del programa en 2010, eventualmente convirtiéndose en el programa mejor calificado de Bravo en 2014.